# San Antonio del Táchira
San Antonio del Táchira è una città del Venezuela situata nello Stato di Táchira e in particolare nel comune di Bolívar.